# Rogério Ribeiro
Rogério Ribeiro (Estremoz, 31 de Março de 1930 - Lisboa, 10 de Março de 2008) foi um artista plástico português.

## Percurso
Fez a sua formação académica em pintura, na Escola Superior de Belas-Artes de Lisboa, actual Faculdade de Belas-Artes da Universidade de Lisboa.
Foi sócio-fundador da Gravura – Sociedade Cooperativa de Gravadores Portugueses (1956), onde desenvolveu intensa actividade como gravador. Trabalhou em cerâmica e em tapeçaria por encomenda de particulares, empresas e organismos oficiais.
Em 1961 iniciou a sua actividade de professor de Pintura e Tecnologia na Escola de Artes Decorativas António Arroio (Lisboa). Primeiros trabalhos no âmbito do Design de Equipamento e Gráfico (1964) e colaboração com vários arquitectos nos estudos de cor e integração de materiais e trabalhos artísticos.
Foi professor da ESBAL desde 1970, instituição onde, em 1974, coordenou o grupo de trabalho de reestruturação do currículo escolar na área do Design.
Em 1983 foi co-autor do projecto da Galeria de Desenho do Museu Municipal de Estremoz, com Joaquim Vermelho, Armando Alves e José Aurélio, entre outros.
Membro do Partido Comunista Português desde 1975 e do seu Comité Central entre 1983 e 1992, foi fundador da primeira Galeria Municipal de Arte em Almada e também responsável pelo projecto Casa da Cerca – Centro de Arte Contemporânea, um dos principais pólos culturais do concelho de Almada.

## Projectos
Foi igualmente autor:
- Do projecto e montagem da Casa Museu Manuel Ribeiro de Pavia, em Pavia (Mora) (1985);
- Do projecto museológico da Fortaleza de Peniche (1987).
- Foi autor de uma obra intitulada de a vida mágica da sementinha (1956)

Dirigiu, desde 1988, a Galeria Municipal de Arte de Almada e, a partir de 1993 foi director da Casa da Cerca — Centro de Arte Contemporânea, em Almada.

## Azulejaria

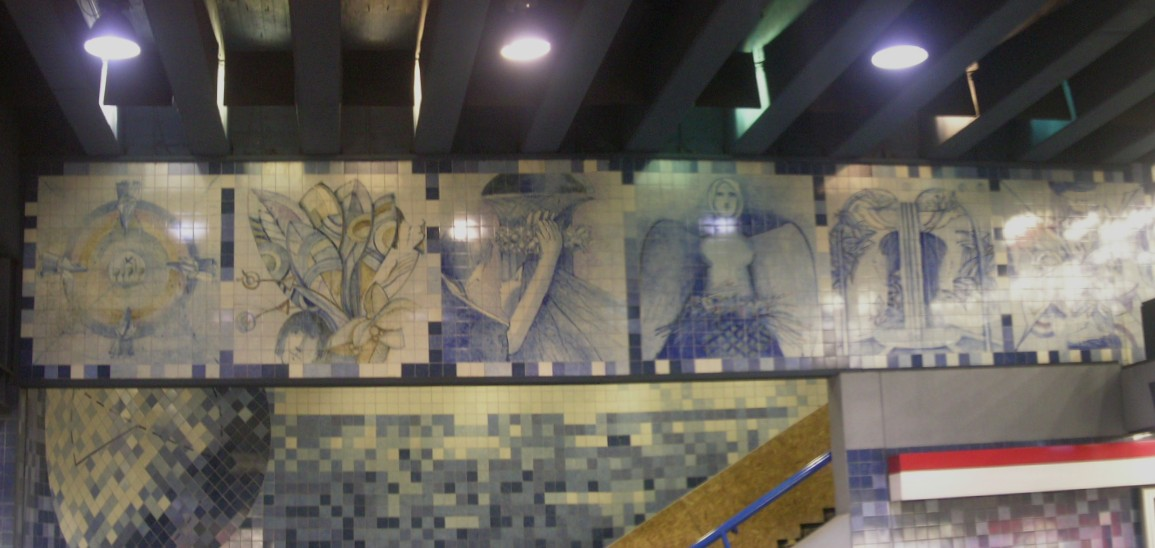
"Azulejos para Santiago".

No domínio da azulejaria realizou inúmeras obras, onde se destacam:
- A estação de metro da Avenida, em Lisboa (1959);[1]
- O átrio Norte da estação de metro dos Anjos, em Lisboa (1982);[2]
- O painel «Azulejos para Santiago» para a Estação Santa Lucía, do Metro de Santiago (1996);
- O painel «Mestre Andarilho» para o Fórum Romeu Correia, em Almada (1997);
- Um painel para a estação de caminhos-de-ferro de Sete Rios, em Lisboa (1999);
- Um painel para o Arquivo Histórico Municipal de Usuqui, no Japão (1999);
- O painel «O Lugar da Água», no Espaço Museológico da rua do Sembrano, em Beja;
- O «Monumento à Mulher Alentejana», inaugurado em 8 de Março de 2008, no Parque da Cidade, em Beja.

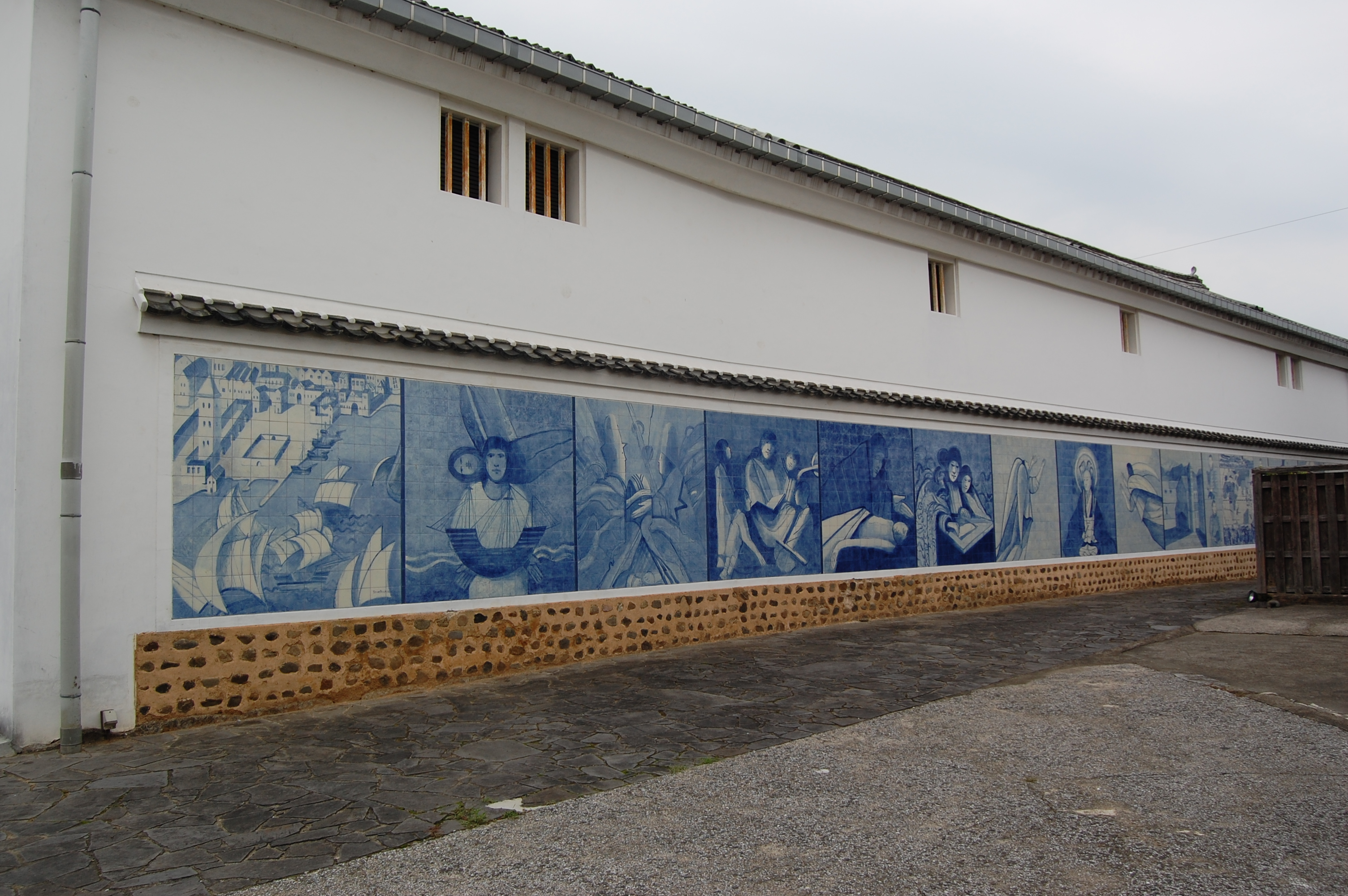
Painel para o Arquivo Histórico Municipal de Usuqui

## Pintura e Ilustração
Expôs colectivamente desde 1950 e individualmente desde 1954.
No domínio da ilustração de livros, uma das suas obras mais conhecidas é a da ilustração da edição de grande formato do romance de Manuel Tiago/Álvaro Cunhal «Até Amanhã Camaradas».
Outros títulos que ilustrou:
- Casa da Malta, de Fernando Namora (1956);
- Minas de S. Francisco, de Fernando Namora (1955);
- A vida mágica da sementinha: uma breve história do trigo, de Alves Redol (1956).

Rogério Ribeiro está representado em diversas colecções particulares, instituições privadas e museus. Em 2006 o Município de Estremoz, atribuiu-lhe a Medalha de Ouro da Cidade de Estremoz.